# Осовок (Буда-Кошелёвский район)
Осовок (бел. Асавок; до 1928 года — Стрелка) — посёлок в Губичском сельсовете Буда-Кошелёвского района Гомельской области Белоруссии.

## География

### Расположение
В 20 км на юго-запад от районного центра и железнодорожной станции Буда-Кошелёвская (на линии Жлобин — Гомель), в 47 км от Гомеля.

## Гидрография
Река Волчица.

## Транспортная сеть
Рядом автодорога Жлобин — Гомель.
Планировка состоит из прямолинейной, с почти широтной ориентации улицы, застроенной деревянными домами усадебного типа.

## История
Обнаруженное археологами поселение конца II-го — начала I-го тысячелетия до н. э.(0,5 км на север от посёлка, на правом берегу реки Волчица) свидетельствует о заселении этой территории с давних времён. Современный посёлок основан во второй половине XIX века. По переписи 1897 года — хутор. В 1909 году в Недайской волости Рогачёвского уезда Могилёвской губернии.
Во время Великой Отечественной войны погибли 14 жителей деревни. В 1959 году в составе колхоза «Авангард» (центр — деревня Старая Буда).
До 16 декабря 2009 года в составе Старобудского сельсовета.

## Население

### Численность
- 2004 год — 17 хозяйств, 30 жителей.

### Динамика
- 1897 год — 2 двора, 12 жителей (согласно переписи).
- 1925 год — 3 двора.
- 1959 год — 120 жителей (согласно переписи).
- 2004 год — 17 хозяйств, 30 жителей.